# The Good-Bye Kiss

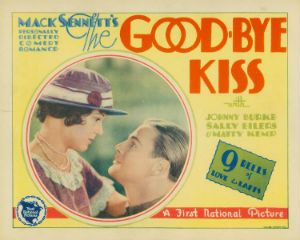
Affiche du film.

The Good-Bye Kiss est un film américain réalisé par Mack Sennett, sorti en 1928.

## Synopsis
Sally, la fiancée de Bill, embarque clandestinement sur son bateau pour l'Europe lorsqu'il est enrôlé dans l'Armée du Salut. Des sympathisants de l'Armée du Salut l'enrôlent lorsqu'elle est découverte. Elle accompagne l'unité de Bill au front, et se rend compte qu'il est lâche face au combat, mais elle le pousse à devenir un héros lors d'un raid aérien sur Paris. Il démasque un espion allemand et sauve ses amis.

## Fiche technique
- Réalisation : Mack Sennett
- Scénario : Jefferson Moffitt, Mack Sennett, Carl Harbaugh d'après une histoire de Jefferson Moffitt, Phil Whitman, Carl Harbaugh
- Producteur : Mack Sennett
- Photographie : John W. Boyle
- Montage : William Hornbeck
- Genre : Comédie[1]
- Production : Mack Sennett Productions
- Distributeur : First National Pictures
- Durée : 90 minutes
- Date de sortie : 8 juillet 1928

## Distribution
- Johnny Burke as Johnny
- Sally Eilers : Sally
- Matty Kemp : Bill Williams
- Wheeler Oakman : Sergent Hoffman
- Irving Bacon : Colonel Von Stein
- Lionel Belmore : le Général
- Alma Bennett : Toots
- Carmelita Geraghty : Mademoiselle Nannette
- Eugene Pallette : le Captaine
- Jean Laverty : Mademoiselle Jeanne
- Andy Clyde : le grand-père

## Autour du film
Le film est sans paroles, mais contient des effets sonores synchronisés.